# Peritrichia rufotibialis
Peritrichia rufotibialis är en skalbaggsart som beskrevs av Schein 1959. Peritrichia rufotibialis ingår i släktet Peritrichia och familjen Melolonthidae. Inga underarter finns listade i Catalogue of Life.